# Gueriniella serratulae
Gueriniella serratulae är en insektsart som först beskrevs av Fabricius 1775.  Gueriniella serratulae ingår i släktet Gueriniella och familjen pärlsköldlöss. Inga underarter finns listade i Catalogue of Life.